# Grayson County (Kentucky)
Grayson County is een county in de Amerikaanse staat Kentucky.
De county heeft een landoppervlakte van 1.305 km² en telt 24.053 inwoners (volkstelling 2000). De hoofdplaats is Leitchfield.

## Bevolkingsontwikkeling

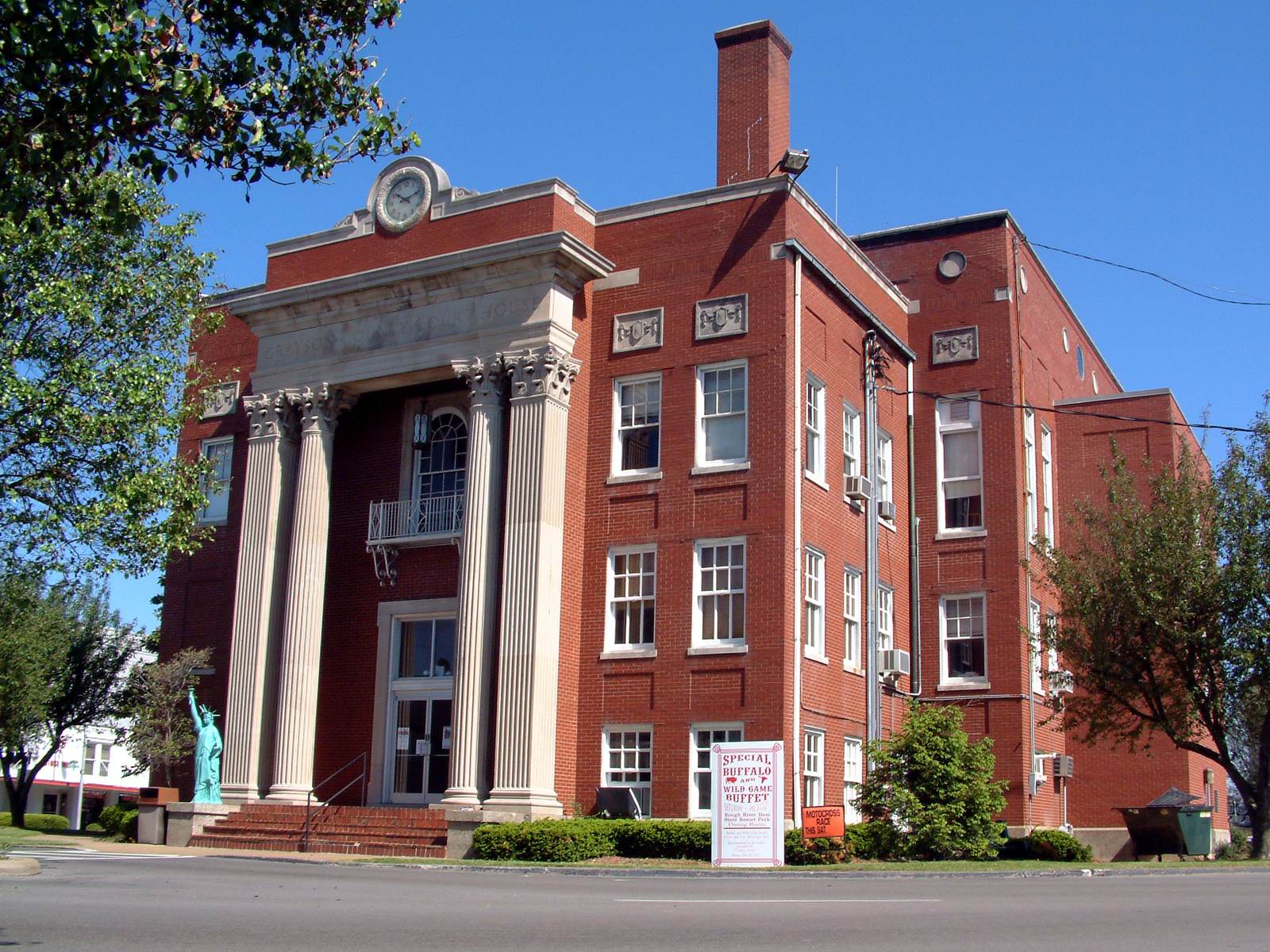
Grayson County Courthouse